# Universal's Islands of Adventure
Universal's Islands of Adventure è un parco divertimenti degli Stati Uniti d'America situato ad Universal Orlando Resort, Orlando, in Florida.

## Storia
Il 28 maggio 1999 aprì il secondo parco a tema di Universal Orlando Resort chiamato Universal's Islands of Adventure; esso è caratterizzato da sei "isole" a tema differente. Questo parco è composto da "isole" distinte con a tema vari tipi di avventura. I visitatori iniziano la visita dal porto di entrata e si fanno strada attraverso le varie isole: Marvel Super Hero Island, Toon Lagoon, Jurassic Park, The Lost Continent e Seuss Landing.
A causa dello scarso numero di visitatori, alcune attrazioni vennero chiuse dopo poco tempo dall'apertura. Dopo un'apertura con un flusso mediocre di visite, il parco ha iniziato a migliorare nettamente, diventando l'unico parco a tema della zona di Orlando ad aumentare il numero delle visite dopo l'11 settembre 2001.
Il 18 giugno 2010 ci fu un'importante apertura di una nuova area nel parco Universal's Islands of Adventure, dedicata alla famosa saga di Harry Potter: The Wizarding World of Harry Potter. Il villaggio di Hogsmeade e il famoso castello di Hogwarts si trovano in quest'area, l'unica isola aggiunta dopo l'apertura.
Nel 2014 il parco ha ospitato una stima di 8,14 milioni di ospiti, classificandosi come l'ottavo parco a tema più visitato negli Stati Uniti, e il dodicesimo in tutto il mondo.
Dal 16 marzo al 4 giugno 2020, il parco rimase chiuso a causa della rapida diffusione della pandemia di COVID-19 e a tutt'oggi è accessibile soltanto con limiti di presenze, sempre relative al Coronavirus.

## Aree
Negli Universal's Island of Adventure si trovano 7 aree:
- Port Of Entry

Un villaggio arabo con un faro che sorregge il logo del parco a tema.
- Seuss Landing

Questo posto e una copia di Kidzone, con un carosello, una monorotaia e un giretto allo zoo.
- The Lost Continent

Benventuti ad Atlantide, direbbe Poseidone, che vi ospita con un Cinema 3-D.
- The Wizarding World of Harry Potter

In The Wizarding World of Harry Potter sono riprodotti i principali luoghi della saga: Hogwarts, Hogsmeade, la Foresta Proibita e molti altri. L'area ospita tre grandi attrazioni tratte dalle avventure presenti nei libri e nei film: Harry Potter and the Escape from Gringotts, il Flight of the Hippogriff, Hogwarts Express – Hogsmeade Station, Hagrid's Magical Creatures Motorbike Adventure ed Harry Potter and the Forbidden Journey.
- Jurassic Park

Qui troverete cibo buonissimo e uno Splash, Jurassic Park River Adventure (JPRA) e una monorotaia a forma di pterodattilo che sorvola un labirinto di felci.
- Toon Lagoon

Qui ci sono solamente attrazioni acquatiche, con Popeye e altre attrazioni.
- Marvel Super Hero Island

Qui troverete riuniti tutti i supereroi preferiti, Spider-Man e Hulk. A quest'ultimo è stato dedicato un super Coaster che ha vinto il premio di montagna russa più veloce.